# Liste der Monuments historiques in Viserny
Die Liste der Monuments historiques in Viserny führt die Monuments historiques in der französischen Gemeinde Viserny auf.

## Liste der Objekte
| Bezeichnung                            | Beschreibung                                                 | Standort                            | Kennzeichnung | Schutzstatus | Datum | Bild |
| -------------------------------------- | ------------------------------------------------------------ | ----------------------------------- | ------------- | ------------ | ----- | ---- |
| Reliquiar                              | Kupfer, 15. Jahrhundert                                      | in der Kirche St-Hubert (Lage)      | PM21002547    | Classé       | 1976  |      |
| Skulptur Heiliger Werner von Oberwesel | Holz, farbig gefasst, 17. Jahrhundert                        | in der Kirche St-Hubert (Lage)      | PM21002548    | Classé       | 1976  |      |
| Relief Vision des heiligen Hubertus    | Holz, farbig gefasst, 17. Jahrhundert                        | in der Kirche St-Hubert (Lage)      | PM21002549    | Classé       | 1976  |      |
| Skulptur Heilige Christina von Bolsena | KaLkstein, farbig gefasst, um 1500                           | in der Kapelle Ste-Christine (Lage) | PM21002550    | Classé       | 1976  |      |
| Zwei Engelsskulpturen                  | Holz, farbig gefasst, 18. Jahrhundert                        | in der Kapelle Ste-Christine (Lage) | PM21003563    | Inscrit      | 1975  |      |
| Weihwassereimer                        | Zinn, 18. Jahrhundert                                        | in der Kirche St-Hubert (Lage)      | PM21003558    | Inscrit      | 1975  |      |
| Zwei Armreliquiare                     | Holz, farbig gefasst, 18. Jahrhundert                        | in der Kirche St-Hubert (Lage)      | PM21003559    | Inscrit      | 1975  |      |
| Büste Heilige Christina von Bolsena    | Holz, farbig gefast und vergoldet, Ende des 18. Jahrhunderts | in der Kirche St-Hubert (Lage)      | PM21003560    | Inscrit      | 1975  |      |
| Herzreliquiar der heiligen Katharina   | Holz, farbig gefasst, Kupfer, vergoldet, 17. Jahrhundert     | in der Kirche St-Hubert (Lage)      | PM21003561    | Inscrit      | 1975  |      |
| Sieben Kerzenständer                   | Zinn, 18. Jahrhundert                                        | in der Kirche St-Hubert (Lage)      | PM21003562    | Inscrit      | 1975  |      |